# Stellidia rama
Stellidia rama är en fjärilsart som beskrevs av William Schaus 1913. Stellidia rama ingår i släktet Stellidia och familjen nattflyn. Inga underarter finns listade i Catalogue of Life.